# Friedrich Karl von Thürheim

Friedrich Karl von Thürheim

Friedrich Karl Hubertus Johannes Nepomuk Graf von Thürheim (* 6. November 1763 in Regensburg; † 10. November 1832 in Ansbach) war ein bayerischer Beamter und Staatsminister.

## Leben
Friedrich Karl Graf von Thürheim entstammte dem bayerisch-schwäbischen Adelsgeschlecht der Thürheimer. Er war ein Sohn des kurpfalz-bayerischen Hofkammerrats Carl Graf von Thürheim (Thierheim) und seiner Frau Maria Amalia Friederika, geborene Freiin Karl von Bebenburg. Gemeinsam mit seinem Jugendfreund Friedrich Schiller besuchte er die Hohe Karlsschule in Stuttgart und absolvierte später ein Studium der Rechtswissenschaften.
Nach dem Eintritt in bayerische Dienste ehelichte er am 23. Januar Walburga Freiin von Weiches. Im Jahr 1803 wurde er Präsident der beiden neuen fränkischen Landesdirektionen in Bamberg und Würzburg, wo er auch als kurbayerischer Kurator der Universität wirkte, und Generalkommissär („kurfürstlich Bayerischer General-Landes-Commissär“). Von Thürheim, dessen in Ludwigsburg geborener Jugendfreund Friedrich Wilhelm von Hoven, vorgeschlagen von von Thürheim, am Würzburger Juliusspital wirkte, unterstützte zu Beginn des 19. Jahrhunderts die Modernisierung des dortigen Operationssaales im neuen Kuristentrakt, wofür ihm Johann Bartholomäus von Siebold zum Dank den ersten Band seiner Zeitschrift Chiron widmete. 1806 übernahm von Thürheim als bayerischer Bevollmächtigter von Preußen das Fürstentum Ansbach. Zusammen mit dem Mediziner Nicolaus Anton Friedreich verließ er 1807 Ansbach wieder. 1808 wurde er in Nürnberg Generalkommissär für den Pegnitzkreis. Die dort wegen der Verwaltungsreform aufkommenden Unruhen konnte er problemlos bewältigen.
Im Jahr 1809 wurde er vorübergehend als Hofkommissär ins ebenfalls von Unruhen erschütterte Innsbruck in Tirol entsandt. Im Jahr darauf, 1810, wurde er zum Generalkommissär des Mainkreises in Bayreuth und 1814 zum wirklichen Geheimen Rat ernannt.
Im Jahr 1817 wurde er nach dem Sturz von Maximilian von Montgelas zu dessen Nachfolger als Staatsminister des Innern berufen. Zum Ende des Jahres erwarb er von der Familie von Ruffin die bayerischen Hofmarken Planegg, Seeholzen, Krailling und Frohnloh. 1817 wurde er Ehrenmitglied der Bayerischen Akademie der Wissenschaften.
Im Januar 1826 wechselte Thürheim an die Spitze des Außenministeriums, konnte dieses Amt aber nicht lange ausfüllen. Im April 1827 wurde er beurlaubt; die Amtsgeschäfte wurden durch Justizminister Georg Friedrich von Zentner geführt. Im Jahre 1828 trat Thürheim endgültig in den Ruhestand.
Friedrich Graf von Thürheim starb am 10. November 1832 in Ansbach.